# Versión española
Versión española, únic programa de televisió que ha obtingut la Medalla d'Or al Mèrit en les Belles arts, és un espai de TVE creat pel cineasta Santiago Tabernero el 20 d'octubre de 1998, és un programa de televisió espanyol emès per La 2 de Televisió Espanyola, i durant alguna temporada també es va provar d'emetre a La1 de TVE. És presentat, des del seu començament per Cayetana Guillén Cuervo.

## Format
Es tracta d'un programa cultural, dedicat a repassar alguns dels millors exemples del cinema espanyol contemporani, amb una estructura en la qual després d'una presentació a càrrec de la conductora, s'emet un llargmetratge i finalment s'obre un debat en el qual intervenen habitualment el director i/o els principals intèrprets de la pel·lícula en qüestió.

## Equip Tècnic
Dirigit fins a 2003 pel realitzador, director de cinema i guionista Santiago Tabernero passant despues a ser realitzat per Félix Piñuela.
Dins de l'equip del programa:
- Paz Sufrategui (des dels seus començaments fins a l'actualitat)
- Fernando Menchero (2009-2015)
- Javier García (2009-2015)
- Jesús Manrique Bravo (2006-2007)

Presentat, per: 
- Cayetana Guillén Cuervo (1998-Actualitat)

## Premis
- Premi de l'ATV
  - Millor Programa Divulgatiu. (2001). Guanyador.
  - Millor Programa Divulgatiu. (2003). Nominat.
- Festival de Cinema Iberoamericà de Huelva (2014).
- Premi Especial de la Unión de Actores y Actrices. Premi especial (2008)
- Premis Turia. Premi especial (2007)
- Festival de Cinema de Sant Sebastià, 66a edició (Setembre de 2018).
- Setmana Internacional de Cinema de Valladolid (Octubre de 2018).

## Convidats
- Adolfo Aristarain
- Adolfo Fernández
- Adriana Ozores
- Agustí Vila
- Agustí Villaronga
- Aitana Sánchez-Gijón
- Alberto Rodríguez
- Alejandro Amenábar
- Àlex Brendemühl
- Álex de la Iglesia
- Alfonso Albacete
- Álvaro Fernández Armero
- Ana Belén
- Ana Fernández
- Ana Torrent
- Ana Wagener
- Andrés Gertrúdix
- Ángela Molina
- Ángeles González Sinde
- Antonia San Juan
- Antonio Banderas
- Antonio Canales
- Antonio de la Torre
- Antonio Hernández
- Antonio Resines
- Ariadna Gil
- Bárbara Lennie
- Biel Duran
- Bigas Luna
- Candela Peña
- Carlos Areces
- Carlos Iglesias
- Carlos Saura
- Carlos Sorin
- Carmelo Gómez
- Carmen Machi
- Carmen Maura
- Cesc Gay
- Charo López
- Chema de la Peña
- Chus Gutiérrez
- Concha Velasco
- Cristina Plazas
- Daniel Burman
- Daniel Calparsoro
- Daniel Guzmán
- Daniel Monzón
- Daniel Sánchez Arévalo
- David Menkes
- David Planell
- David Trueba
- Diego Galán
- Dunia Ayaso
- Eduard Cortés
- Eduard Fernández
- Eduardo Noriega
- Elena Anaya
- Elías Querejeta
- Eloy de la Iglesia
- Elvira Lindo
- Emilio Gutiérrez Caba
- Emilio Martínez Lázaro
- Emma Suárez
- Enrique Urbizu
- Ernesto Alterio
- Esther García
- Eulàlia Ramon
- Eusebio Poncela
- Federico Luppi
- Fele Martínez
- Félix Sabroso
- Fernando Colomo
- Fernando Guillén
- Fernando Guillén Cuervo
- Fernando León de Aranoa
- Fernando Tejero
- Fernando Trueba
- Gabino Diego
- Gerardo Herrero
- Gerardo Vera
- Gonzalo Suárez
- Goya Toledo
- Gracia Querejeta
- Guillermo Toledo
- Gustavo Salmerón
- Helena Taberna
- Icíar Bollaín
- Imanol Arias
- Imanol Uribe
- Inés París
- Ingrid Rubio
- Isabel Coixet
- Jaime Chávarri
- Jaime Rosales
- Javier Aguirresarobe
- Javier Cámara
- Javier Corcuera
- Javier Fesser
- Javier Rebollo
- Jordi Costa
- Jordi Mollà
- Jorge Guerricaechevarría
- Jorge Perugorría
- Jorge Sanz
- Jorge Torregrossa
- José Antonio Félez
- José Coronado
- José Luis Alcaine
- José Luis Borau
- José Luis Cuerda
- José Luis Garci
- José Luis García Pérez
- José Luis López Vázquez
- José Manuel Cervino
- José Mota
- José Sacristán
- Juan Diego
- Juan Diego Botto
- Juan Echanove
- Juan José Ballesta
- Juan José Millás
- Juan Luis Iborra
- Juan Vicente Córdoba
- Juanma Bajo Ulloa
- Julia Solomonoff
- Julieta Serrano
- Julio Medem
- León Siminiani
- Leonardo Sbaraglia
- Leonor Watling
- Lola Dueñas
- Luis Tosar
- Macarena Gómez
- Manuel Gómez Pereira
- Manuel Gutiérrez Aragón
- Manuel Martín Cuenca
- Mar Coll
- Marc Recha
- Mariano Barroso
- Maribel Verdú
- Mario Camus
- Mariola Fuentes
- Marisa Paredes
- Marta Belaustegui
- Marta Etura
- Marta Larralde
- Mercedes Sampietro
- Miguel Albaladejo
- Miguel Ángel Silvestre
- Miguel Ángel Solá
- Miguel Bardem
- Miguel Rellán
- Montxo Armendáriz
- Najwa Nimri
- Nancho Novo
- Natalia Verbeke
- Neus Asensi
- Óscar Aibar
- Óscar Jaenada
- Pablo Carbonell
- Patricia Ferreira
- Paz Vega
- Pedro Almodóvar
- Pedro Olea
- Pepón Nieto
- Pilar Bardem
- Quim Gutiérrez
- Rafael Azcona
- Raúl Arévalo
- Ray Loriga
- Ricardo Darín
- Roberto Enríquez
- Rosana Pastor
- Salvador García Ruiz
- Santiago Ramos
- Santiago Segura
- Santiago Tabernero
- Sigfrid Monleón
- Tristán Ulloa
- Unax Ugalde
- Ventura Pons
- Verónica Forqué
- Vicente Aranda
- Víctor Erice